# Cyrestis fratercula
Cyrestis fratercula is een vlinder uit de familie van de Nymphalidae. De wetenschappelijke naam van de soort is voor het eerst geldig gepubliceerd in 1877 door Osbert Salvin & Godman.